# هوهن فیشلن
هوهن فیشلن (به آلمانی: Hohen Viecheln) یک شهر در آلمان است که در نوردوست‌مکلنبورگ واقع شده‌است. هوهن فیشلن ۶۸۸ نفر جمعیت دارد.